# Убонратчатхані (провінція)
Убонратчатхані (тай. อุบลราชธานี) — провінція (чангват), розташована в регіоні Ісаан (Таїланд); крайня східна провінція країни. Адміністративний центр і найбільше місто — Убонратчатхані.
Площа 16 112,650 км². Населення — 1 844 669 осіб (на 2014 рік).

## Історія
В 1972 року Убонратчатхані була виділена в окрему провінцію зі складу провінції Ясотхон. 12 січня 1993 року 7 районів провінції були виділені в окрему провінцію Амнатчарен.